# Leptocerus mahasena
Leptocerus mahasena är en nattsländeart som först beskrevs av Schmid 1958.  Leptocerus mahasena ingår i släktet Leptocerus och familjen långhornssländor. Inga underarter finns listade i Catalogue of Life.